# Сфера Гілла

Система Сонце — Земля. Сфера Гілла Землі розташована між точками Лагранжа L_{1} та L_{2}.

Сфера Гілла — простір навколо небесного тіла, в якому його гравітаційний вплив домінує, тобто, визначає орбіти дрібних тіл, попри вплив масивнішого об'єкта, навколо якого обертається саме тіло.
Зазвичай розглядають сфери Гілла для планет у гравітаційному полі Сонця. Однак поняття сфери Гілла можна розповсюдити й на інші космічні системи, наприклад, сфера Гілла Сонця в гравітаційному полі Галактики або сфера Гілла супутника в гравітаційному полі його планети. 
Орбіти супутників планети можуть існувати лише всередині її сфери Гілла, а стабільні геліоцентричні орбіти — лише поза сферами Гілла всіх планет.  Сфера Гілла названа на честь американського астронома й математика Джорджа Вільяма Гілла.
Тяжіння планети всередині її сфери Гілла не обов'язково сильніше за тяжіння зорі: так, Місяць сильніше притягується Сонцем, ніж Землею.
Сфера Гілла простягається від планети до точки Лагранжа L1, а в інший бік — приблизно до точки L2. Її приблизний радіус розраховують за формулою:
{\displaystyle r_{H}=a{\sqrt[{3}]{\frac {m}{3(M+m)}}},}
де {\displaystyle a} — велика піввісь орбіти планети, {\displaystyle m} — маса планети, {\displaystyle M} — маса зорі.
Розташування орбіти супутника всередині сфери Гілла є необхідною, але не достатньою умовою для стабільності його орбіти. Стабільна орбіта має перебувати в сфері Гілла досить глибоко. Її максимальний радіус становить 0,4–0,5 {\displaystyle r_{H}} для проградних орбіт і 0,7 {\displaystyle r_{H}} — для ретроградних. Іноді для оцінки цієї величини беруть значення {\displaystyle r_{H}/3} (критерій Себехелі (Szebehely)).

## Термін
Поняття даної сфери вперше було визначено американським астрономом Джорджом Вільямом Гіллом на основі праць французького астронома Едуарда Роша. У зв'язку з цим в англомовній літературі на означення цієї сфери також вживається термін «сфера Роша» (англ. Roche sphere), що іноді призводить до певної плутанини зі схожими термінами: порожнина Роша (англ. Roche lobe) і межа Роша (англ. Roche limit).